# Stijn Haeldermans
Stijn Haeldermans (Hasselt, 22 april 1975) is een Belgische voormalig voetballer (middenvelder) die tot het seizoen 2008-2009 voor de Duitse derdeklasser Rot-Weiss Essen uitkwam. Voordien speelde hij onder andere voor Patro Eisden, MVV, RC Genk, Standard Luik en Fortuna Sittard.
Nadat Haeldermans in 2008 het professionele voetbal vaarwel had gezegd, voetbalde hij nog enkele seizoenen voor de Nederlands Limburgse amateurclub EHC uit Hoensbroek. Daarnaast stichtte hij zijn eigen sportmanagementbedrijf en behaalde hij in 2013 het diploma van master in de rechten aan de Universiteit van Maastricht.
Voor aanvang van het seizoen 2023/24 raakte bekend dat Haeldermans opnieuw de stap naar het voetbal zet. Zijn ex-club KRC Genk maakte bekend dat het Haeldermans had aangesteld als Technisch Coördinator voor Jong Genk, het beloftenelftal van Genk dat actief is in de Eerste klasse B, het op één na hoogste niveau in het Belgisch voetbal.

## Carrière
- FC Melosport en Zonhoven VV (jeugd)
- 1994-1995: Patro Eisden
- 1995-1996: MVV 22 wedstrijden
- 1996-1997: RC Genk 26 wedstrijden
- 1997-1999: Standard Luik 53 wedstrijden
- 1999-2000: Lommel SK 22 wedstrijden
- 2000-2002: Fortuna Sittard 57 wedstrijden
- 2002: Lommel SK 21 wedstrijden
- 2002-2003: Lierse SK 7 wedstrijden
- 2003-2004: Heusden-Zolder SK 29 wedstrijden
- 2004-2005: Rot-Weiß Oberhausen 27 wedstrijden Tweede Bundesliga
- 2005-2008: Rot-Weiss Essen 47 wedstrijden Tweede & Derde Bundesliga
- 2009-2014: EHC